# Плачкувко
Плачкувко (пол. Płaczkówko) — село в Польщі, у гміні Моґільно Моґіленського повіту Куявсько-Поморського воєводства.
Населення — 15 осіб (2011).
У 1975-1998 роках село належало до Бидгощського воєводства.

## Демографія
Демографічна структура станом на 31 березня 2011 року:
|          | Загалом | Допрацездатний вік | Працездатний вік | Постпрацездатний вік |
| -------- | ------- | ------------------ | ---------------- | -------------------- |
| Чоловіки | 8       | 3                  | 2                | 3                    |
| Жінки    | 7       | 2                  | 2                | 3                    |
| Разом    | 15      | 5                  | 4                | 6                    |